# Vandaine
Die Vandaine ist ein kleiner Fluss im Osten von Frankreich, der im Département Saône-et-Loire der Region Bourgogne-Franche-Comté nördlich der Stadt Chalon-sur-Saône verläuft.

## Geografie

### Verlauf
Die Vandaine entspringt im südöstlichen Gemeindegebiet von Chagny, entwässert generell in östlicher Richtung durch ein gering besiedeltes Gebiet in den Waldgebieten Forêt de Chagny sowie Forêt de Gergy und mündet nach rund 18 Kilometern an Gemeindegrenze von Allerey-sur-Saône und Gergy als rechter Nebenfluss in die Saône. Im Oberlauf quert die Vandaine die Autobahn A6, danach passiert sie ein seenreiches Gebiet und bildet davon selbst sechs Seen aus. Es sind dies in Fließrichtung: Étang Bâtard, Étang du Grand Beauregard, Étang du Beauregard, Étang Neuf, Étang de Maizières und Étang Baignant.

### Durchquerte Gemeinden
(Reihenfolge in Fließrichtung)
- Chagny
- Demigny
- Lessard-le-National
- Gergy
- Saint-Loup-Géanges
- Allerey-sur-Saône